# 天府机场3号4号航站楼站
天府机场3号4号航站楼站是成都地铁18号线的一座地下车站，目前暂未启用。

## 车站概况
本站位于规划中的天府机场3号4号航站楼间的综合交通中心（GTC）地下，故得名。本站施工期间曾用工程名“天府机场T3T4站”。
目前本站仅建设完成站台层，以供列车通过。本站同1号2号航站楼站一样，作为航站楼配套设施，拟与综合交通中心大厅共用站厅，且不单独设置出入口，故目前不具备启用条件。待天府机场3号4号航站楼建成后，本站方可启用。

## 车站结构
天府机场3号4号航站楼站是地下一层五柱六跨车站，设有两个島式月台，分别供18号线与成都市域铁路S13线远期延伸至本站使用。车站总长586米，标准段总宽为48.8米。施工方法为放坡开挖。
| 地下一层          | 站台 | \| \| \| 18号线往火车南站（福田） \| \| 島式 · 開左邊车门 \| \| \| \| \| \| 18号线往天府机场北（天府机场1号2号航站楼） \| |
|                   |      | 18号线往火车南站（福田）                                                                                                  |
| 島式 · 開左邊车门 |      | |
|                   |      | 18号线往天府机场北（天府机场1号2号航站楼）                                                                                |

## 历史
2017年
- 1月2日，营地建设正式开工；[4]
- 9月20日，完成深基坑开工条件验收，开始主体结构施工；
- 9月21日，完成首段底板浇筑；

2018年
- 6月，被成都市建设工程质量监督站评为“文明施工达标工地”；
- 11月22日，完成主体结构施工，历时1年零2个月；

2019年
- 4月，荣获“成都市优质结构工程”荣誉。

2020年
- 8月15日，正式移交成都地铁运营有限公司。[3]